# Палаццо Герарді
Палаццо Герарді (Palazzo Gherardi) — історична будівля епохи Ренесансу, знаходиться у Флоренції за адресою Віа Гібелліна, 88, недалеко від площі Санта-Кроче і Палаццо Веккіо.
Невеликий палац відноситься до епохи кватроченто. На першому поверсі розташовується головний вхід з великою брамою і службовий вхід, між якими — вікна, виконані з сірого каменю. Найпримітніше приміщення — зал з кам'яною балюстрадою, а також невеликий дворик з аркадою з восьмикутних колон, які відзначають перехід від готики до Відродження. Всередині дворика також видна невелика лоджія другого поверху.
У палаці розміщується Інститут італійської культури і мови, що носить ім'я Мікеланджело, а також популярний нічний заклад.

## Галерея

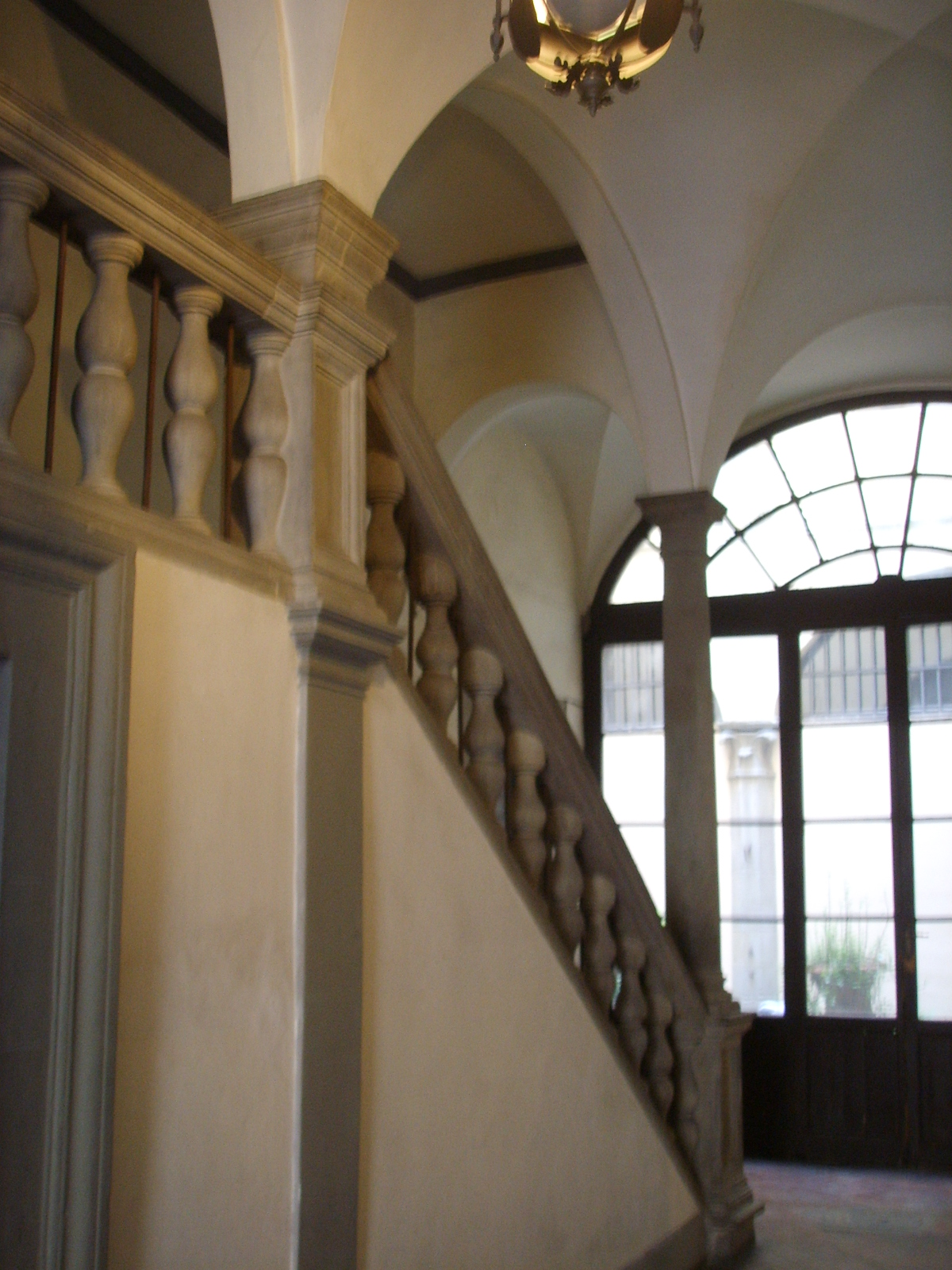
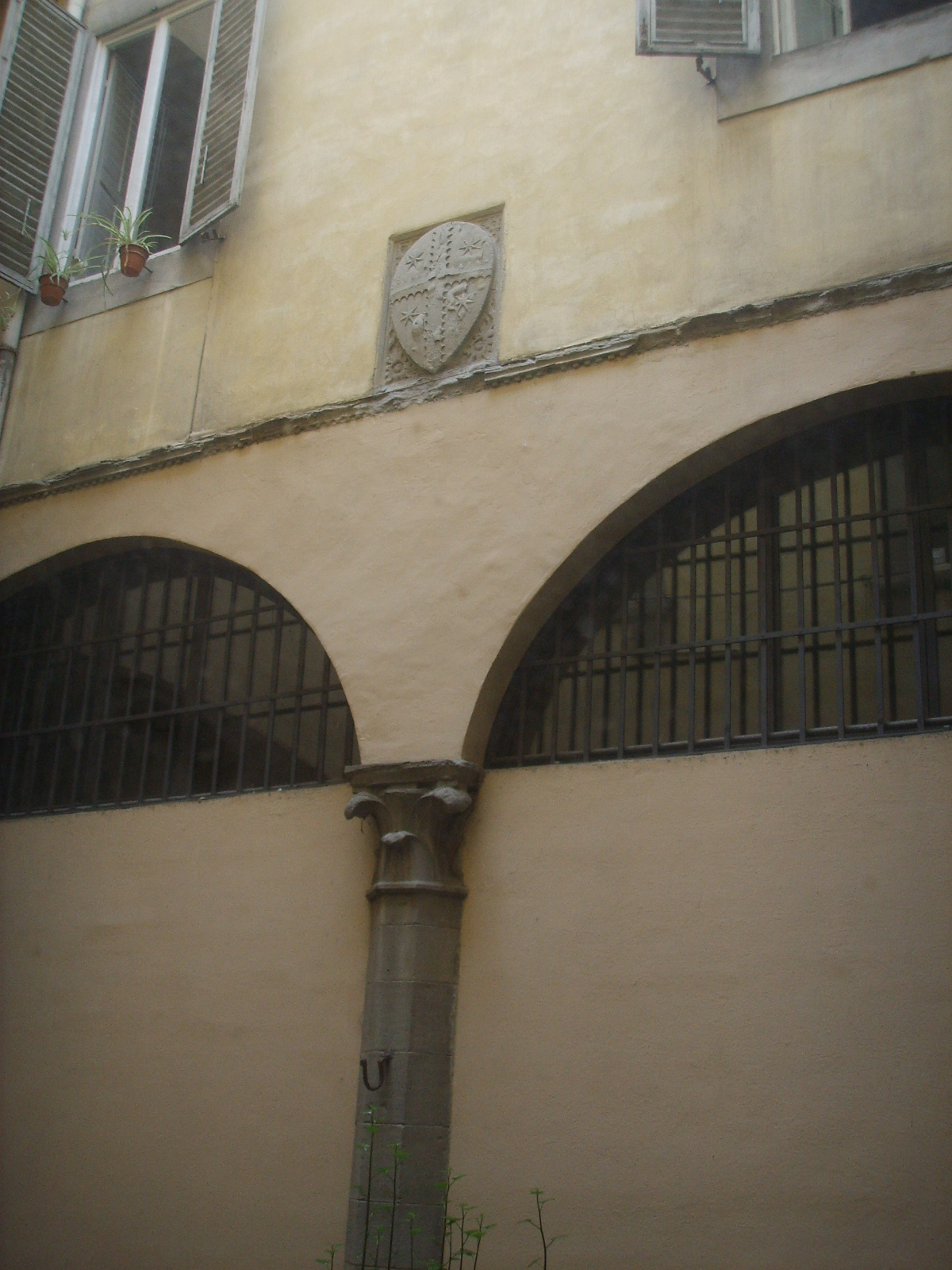
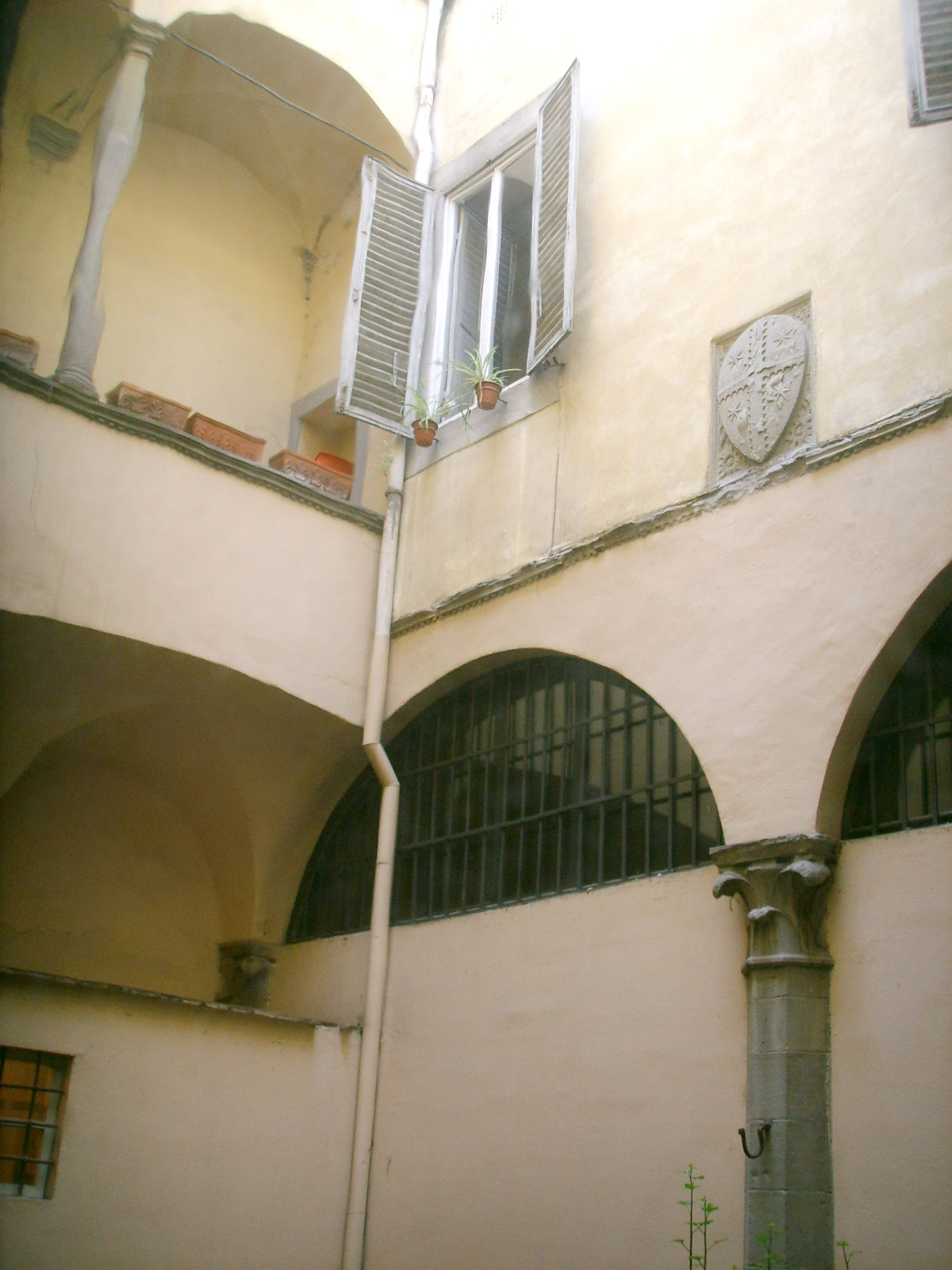
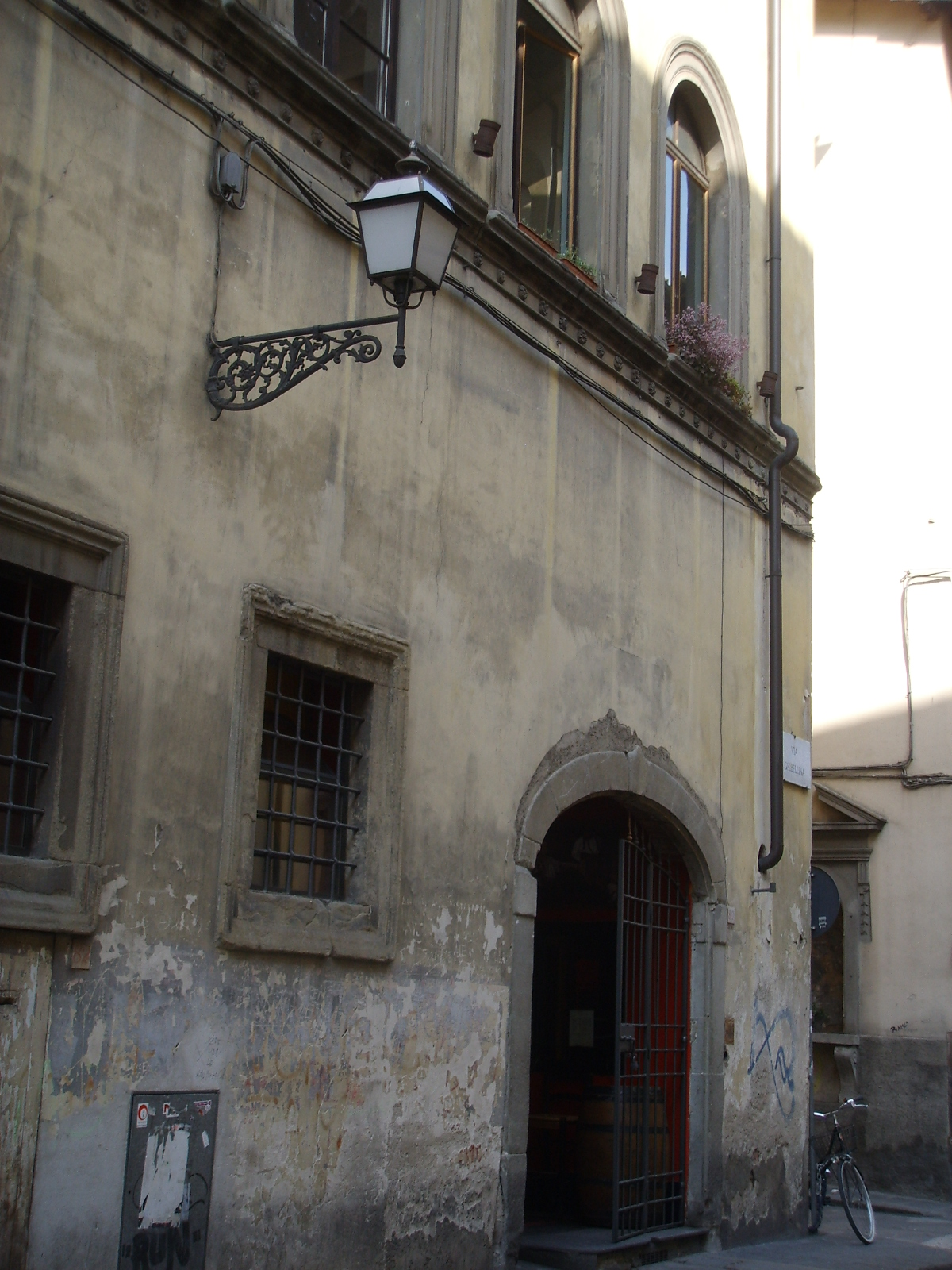